# Chrysocraspeda auristigma
Chrysocraspeda auristigma là một loài bướm đêm trong họ Geometridae.